# Óxido de sódio
O óxido de sódio é um composto químico de fórmula Na2O. Ele é utilizado em vidros e cerâmicas. Quando tratado com água, resulta no hidróxido de sódio:

Na2O + H2O → 2 NaOH